# 291 TCN
291 TCN là một năm trong lịch La Mã.